# Thelypteris holodictya
Thelypteris holodictya là một loài dương xỉ trong họ Thelypteridaceae. Loài này được K.U. Kramer mô tả khoa học đầu tiên năm 1969.